# Miagrammopes raffrayi
Miagrammopes raffrayi es una especie de araña araneomorfa del género Miagrammopes, familia Uloboridae. Fue descrita científicamente por Simon en 1881.
Habita en Zanzíbar y Sudáfrica.